# Argopistes bicolor
Argopistes bicolor es un coleóptero de la familia Chrysomelidae. Fue descrita 1993 por Medvedev.